# Ротлизбергер-Распе, Надя
На́дя Ротли́збергер-Ра́спе (нем. Nadia Röthlisberger-Raspe, урождённая На́дя Ра́спе, нем. Raspe, известна также как На́дя Ротли́збергер, нем. Nadia Röthlisberger; 30 июня 1972, Базель — 9 февраля 2015, Берн) — швейцарская кёрлингистка и тренер по кёрлингу.
В составе женской сборной Швейцарии серебряный призёр зимних Олимпийских игр 2002, участник трёх чемпионатов мира, трёх чемпионатов Европы. Двукратный чемпион Швейцарии среди женщин.
В «классическом» кёрлинге (команда из четырёх человек одного пола) играла в основном на позиции первого.
Последние годы тренировала национальную паралимпийскую сборную. Скончалась в 2015 году в результате онкологического заболевания.

## Достижения
- Зимние Олимпийские игры: серебро (2002).
- Чемпионат мира по кёрлингу среди женщин: серебро (2000), бронза (2004).
- Чемпионат Европы по кёрлингу: серебро (2003), бронза (1999, 2001.
- Чемпионат Швейцарии по кёрлингу среди женщин: золото (1999, 2003).

## Команды
| Сезон   | Четвёртый     | Третий          | Второй    | Первый                  | Запасной                                         | Турниры                      |
| ------- | ------------- | --------------- | --------- | ----------------------- | ------------------------------------------------ | ---------------------------- |
| 1998—99 | Люция Эбнётер | Николь Штраузак | Таня Фрей | Надя Распе              | Андреа Штёкли тренер: Брайан Грей (ЧМ)           | ЧШЖ 1999 · ЧМ 1999 (5 место) |
| 1999—00 | Люция Эбнётер | Николь Штраузак | Таня Фрей | Надя Распе              | Лоранс Бидо тренер: Брайан Грей                  | ЧЕ 1999 · ЧМ 2000            |
| 2001—02 | Люция Эбнётер | Мирьям Отт      | Таня Фрей | Надя Ротлизбергер       | Лоранс Бидо тренер: Марк Брюггер                 | ЧЕ 2001                      |
| 2001—02 | Люция Эбнётер | Мирьям Отт      | Таня Фрей | Лоранс Бидо             | Надя Ротлизбергер                                | ОИ 2002                      |
| 2001—02 | Люция Эбнётер | Мирьям Отт      | Таня Фрей | Лоранс Бидо             | Надя Ротлизбергер тренер: Марк Брюггер (ЧЕ, ЗОИ) | ЧЕ 2001 · ЗОИ 2002           |
| 2002—03 | Люция Эбнётер | Кармен Кюнг     | Таня Фрей | Надя Ротлизбергер-Распе |                                                  | ЧШЖ 2003 · ККК 2002          |
| 2003—04 | Люция Эбнётер | Кармен Кюнг     | Таня Фрей | Надя Ротлизбергер-Распе | Лоранс Бидо тренер: Марк Брюггер                 | ЧЕ 2003 · ЧМ 2004            |

(скипы выделены полужирным шрифтом)

## Результаты как тренера национальных сборных
| Год  | Турнир                                      | Сборная                 | Место |
| ---- | ------------------------------------------- | ----------------------- | ----- |
| 2007 | Чемпионат мира по кёрлингу на колясках 2007 | Швейцария (на колясках) | 2     |
| 2008 | Чемпионат мира по кёрлингу на колясках 2008 | Швейцария (на колясках) | 8     |
| 2009 | Чемпионат мира по кёрлингу на колясках 2008 | Швейцария (на колясках) | 10    |
| 2010 | Зимние Паралимпийские игры 2010             | Швейцария (на колясках) | 7     |